# Robert van Audenaerde
Robert van Audenaerde (ook van Oudenaarde), (Gent, 1663 - aldaar 1743) was een Vlaams kunstschilder en graveur.  
Hij ontving zijn opleiding in zijn geboortestad van Frans Cuyck van Myerop en later bij Jan van Cleve. In 1685 ging hij naar Rome, waar hij een leerling van Carlo Maratta werd. Onder deze meester bekwaamde hij zich in historische onderwerpen. Naast zijn schilderopdrachten hield hij zich bezig met graveren. Maratta was onder de indruk van zijn werk en raadde Van Audenaerde aan zich volledig toe te leggen op gravures. 
Na een verblijf van 38 jaar in Rome ging hij terug naar Gent waar hij diverse opdrachten ontving van de lokale kerken. Zijn beste werk is vermoedelijk het altaarstuk van de Gentse kartuizerkerk. In al zijn werken, waarvan de meeste in Gent hangen, is de invloed van Maratta duidelijk herkenbaar.
- Biblioteca Nacional de España: XX835720
- Bibliothèque nationale de France: cb149654464 (data)
- Biografisch Portaal: 07977301
- Stuttgart Database of Scientific Illustrators 1450–1950: 9698
- Gemeinsame Normdatei: 124442102
- International Standard Name Identifier: 0000 0000 6631 0344
- KulturNav: 85b8979a-33f9-40b3-a07d-b16decc5ee35
- Library of Congress Control Number: no2007129381
- RKD-Nederlands Instituut voor Kunstgeschiedenis: 2908
- Istituto Centrale per il Catalogo Unico: PUVV309983
- Système universitaire de documentation: 139908528
- Museum of New Zealand Te Papa Tongarewa: 97
- Union List of Artist Names: 500124812
- Virtual International Authority File: 24872757
- WorldCat: E39PBJycJ9TmTHtF4THFRDkv73